# Cladonia dimorpha
Cladonia dimorpha S. Hammer (1990), è una specie di lichene appartenente al genere Cladonia,  dell'ordine Lecanorales.
Il nome proprio deriva dal latino di-, prefisso che indica il numero due e dal greco μορφή morphé che significa forma, guisa, ad indicare che si può presentare in due modi differenti.

## Caratteristiche fisiche
Il sistema di riproduzione è principalmente asessuato, attraverso i soredi o strutture similari, quali ad esempio i blastidi. Il fotobionte è principalmente un'alga verde delle Trentepohlia, di preferenza una Trebouxia.

## Habitat
Rinvenuta su suoli calcarei o basici molto ricchi. Difficilmente distinguibile dai membri del gruppo di C. pyxidata. Predilige un pH del substrato da subneutro a valori intermedi fra subneutro e basico. Il bisogno di umidità è mesofitico.

## Località di ritrovamento
La specie è stata rinvenuta nelle seguenti località:
- Spagna (Cantabria, Castiglia e León);
- Canada (Columbia Britannica).

In Italia questa specie di Cladonia è estremamente  rara: 
- Trentino-Alto Adige, non è stata rinvenuta
- Val d'Aosta, non è stata rinvenuta
- Piemonte, non è stata rinvenuta
- Lombardia, non è stata rinvenuta
- Veneto, non è stata rinvenuta
- Friuli, non è stata rinvenuta
- Emilia-Romagna, non è stata rinvenuta
- Liguria, non è stata rinvenuta
- Toscana, non è stata rinvenuta
- Umbria, non è stata rinvenuta
- Marche, non è stata rinvenuta
- Lazio, non è stata rinvenuta
- Abruzzi, non è stata rinvenuta
- Molise, non è stata rinvenuta
- Campania, non è stata rinvenuta
- Puglia, non è stata rinvenuta
- Basilicata, non è stata rinvenuta
- Calabria, molto rara in alcune località dell'Aspromonte, della Sila e dell'Orsomarso
- Sicilia, non è stata rinvenuta
- Sardegna, molto rara in alcune località del Gennargentu; non rinvenuta nel resto della regione.[2]

## Tassonomia
Questa specie è di attribuzione incerta ad una delle sezioni, anche se vari studiosi per la somiglianza con la C. pyxidata, la ascrivono alla sezione Cladonia; a tutto il 2008 non sono state identificate forme, sottospecie o varietà.